# KV20
KV20 (Kings’ Valley 20) è la sigla che identifica una delle tombe della Valle dei Re in Egitto; era la tomba della regina regnante Hatshepsut e, molto probabilmente, del di lei padre, il faraone Thutmose I (XVIII dinastia).

## Storia
Nota fin dall’antichità, venne rilevata e mappata dalla spedizione napoleonica del 1799 e, successivamente, da Giovanni Battista Belzoni nel 1817. James Burton tentò di liberarla dei detriti, ma le obiettive difficoltà, la scarsa qualità delle pareti, ed il rischio, lo fecero desistere. Provvide tuttavia a rilevare e mappare la sola parte svuotata. Nel 1844-1845 KV20 fu sottoposta a nuovi rilievi e mappatura a cura di Karl Richard Lepsius e venne completamente scavata solo nel 1903-1904 da Howard Carter per conto di Theodore Davis.
Carter dedusse, dopo i suoi lavori, che la tomba era stata per un certo tempo condivisa tra Hatshepsut ed il proprio padre, Thutmose I, prima che quest’ultimo venisse trasferito, da Thutmose III, nella KV38.  Altri studi più recenti, tuttavia, tra gli altri John Romer nel 1974, dimostrerebbero che la KV38, da sempre considerata la prima tomba scavata nella Valle, sarebbe in effetti successiva alla KV20 e scavata durante il regno di Thutmose III e che la KV20, invece, sarebbe da considerarsi la più antica tomba della Valle dei Re, scavata dall'architetto Ineni espressamente per Thutmose I. All'atto della morte del re, tuttavia, la sepoltura non era ancora completata e venne ampliata solo sotto Hatshepsut quando questa assunse direttamente la reggenza in luogo di Thutmose III.
La tomba prevista per la regina Hatshepsut in quanto Grande sposa reale di Thutmose II (e perciò prima della sua diretta ascensione al trono in qualità di faraone) venne individuata da Howard Carter nel 1916, nel Wadi Sikket Taqa el-Zaide (ad ovest della Valle dei Re) e contrassegnata dalla sigla WA D.

## Architettura e decorazioni
Fatte salve la KV5 con i suoi oltre 440 m. e la KV17, circa 300 m considerando anche il tunnel posteriore, si tratta della tomba più lunga della Valle con i suoi oltre 200 m di sviluppo. Anche per la profondità raggiunta, circa 97 m, è seconda solo all’apparentemente inutile tunnel della KV17, che raggiunge i 130.

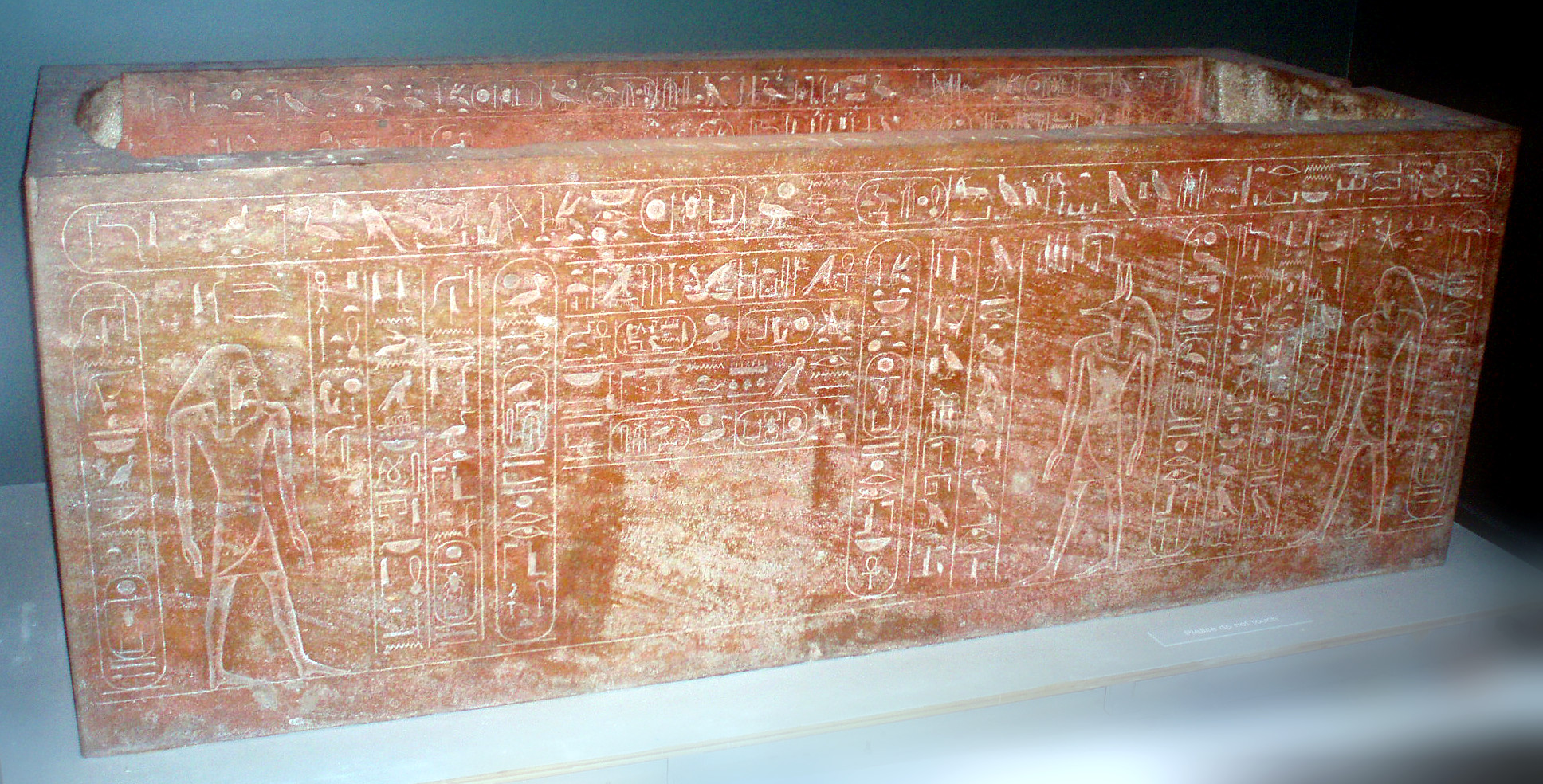
Sarcofago di Thutmose I, originariamente creato per Hatshepsut. Museum of Fine Arts, Boston.

La planimetria, detta a “cavatappi”, è unica e non è assimilabile ad alcun’altra presente nella Valle dei Re. Si snoda, infatti con un andamento curvilineo, in senso orario, che si spinge nella direzione in cui, aldilà della falesia, si apre la valle di Deir el-Bahari con ciò facendo ipotizzare che intendimento fosse il collegare la tomba al Tempio di Milioni di Anni di Hatshepsut (il Djeser-Djeseru) costruito dall'architetto Senenmut, con una sorta di tunnel che passasse sotto la montagna tebana.
Ad un ingresso abbastanza largo, seguono due corridoi curvilinei fiancheggiati da scale che seguono l’andamento curvo fino ad uno slargo, tanto da far supporre che secondo il progetto originale questo dovesse essere ampliato nella camera funeraria; da qui si diparte un altro corridoio, pure affiancato da una scala, a cui ne seguono altri due che terminano in una sorta di anticamera di forma irregolare. Un altro breve corridoio dà accesso alla camera funeraria di forma rettangolare irregolare con tre pilastri centrali che sorreggono il soffitto; tre camere, con andamento quasi radiale e soffitto molto basso, si aprono da questa. Tutti i locali, corridoi e camere, hanno pareti grezze, non rifinite e appena sbozzate.
Nella camera funeraria si trovano due sarcofagi in granito: uno destinato originariamente al re/regina, ma poi adattato per ricevere il corpo di Thutmose I e rimasto vuoto all'atto della rimozione e della traslazione del corpo del re alla KV38, e l'altro predisposto per Hatshepsut.
La pareti di roccia scistosa, particolarmente scabrose e non adatte a ricevere decorazioni, erano state ricoperte con quindici lastre di pietra destinate, evidentemente, a pareggiare le pareti stesse; su queste, con figure stilizzate, sono riportate scene tratte dall'Amduat.

## Ritrovamenti
Un rinvenimento connesso alla KV20 precedentemente all’intervento di Carter del 1903-1904, è un ushabty, peraltro non completo, acquistato dal collezionista Barone olandese Willem van Westreenen ed oggi a L'Aia. L’importanza del reperto è data da fatto che è l’unico ushabty di Hatshepsut di cui si abbia notizia.
Carter scoprì, nei pressi dell’ingresso di KV20, un deposito di fondazione, nonché frammenti di vasellame ed equipaggiamenti funerari iscritti con i nomi di Thutmose I, della regina Ahmose Nefertari, della stessa Hatshepsut, nonché pezzi combusti di legno provenienti, molto probabilmente, da statue guardiano a grandezza naturale.
Particolare interesse trovano, presso il Museo archeologico nazionale di Firenze 66 piccoli oggetti provenienti dalla spedizione franco-toscana di Ippolito Rosellini e che, nel 1972, sono stati identificati dall'archeologa Edda Bresciani come facenti a loro volta parte di un deposito di fondazione di Hatshepsut. Si tratta di miniature di vasi, asce, coltelli, zappe, stuoie e di ben 29 modelli di elevatori oscillanti.
I resti di un sarcofago intestato ad Hatshepsut sono stati rinvenuti da John Romer, nel 1977-1979, durante gli scavi della KV4 di Ramses IX per conto del Brooklyn Museum.
Per quanto attiene ai resti umani, il corpo di Thutmose II venne traslato nella KV38 da Thutmose III e successivamente spostato nella DB320 ove si ipotizza sia stato rinvenuto.
Il corpo di Hatshepsut, nonostante la damnatio memoriae cui la sottopose Thutmose III, restò, molto verosimilmente, nella KV20 fino alle traslazioni, per sottrarre le mummie reali al saccheggio, della fine del Nuovo Regno. Non se ne ha comunque traccia anche se una mummia rinvenuta nella KV60 è stata identificata nel 2006, per varie prove nel senso, per quella di Hatshepsut.

### Annotazioni
1. ↑  Le tombe vennero classificate nel 1827, dalla numero 1 alla 22, da John Gardner Wilkinson in ordine geografico. Dalla n. 23 la numerazione segue l’ordine di scoperta.
2. ↑  In un suo resoconto, citato da Reeves e Wilkinson (2000), p. 91, Burton precisò che la scarsità d'ossigeno ben presto spegneva le candele.
3. ↑  Willem van Westreenen van Tiellandt (1783–1848), fondatore del Museum Meermanno, il Museo del libro, a L’Aia.
4. ↑  I depositi di fondazione sono attestati fin dall’Antico Regno ed erano collocati con intento consacratorio della struttura (tempio, edificio sacro, tomba) cui erano destinati. Di solito contenevano oggetti miniaturizzati usati per le costruzioni (mattoni zappe, picconi, pale) o di carattere cultuale (amuleti, incenso, kohl), o offerte di piccoli animali o prodotti solidi e liquidi.
5. ↑  Scrive il Rosellini nel suo diario che sono stati trovati anche vasi di terra cotta ed altre coserelle meno importanti, ma non è stato possibile reperire tale materiale tra quello presente presso il Museo.
6. ↑  Si tratta di strutture costituite da due mezzelune in legno affiancate, unite tra loro, nei modelli, da bastoncini. Nessuno di tali attrezzi è mai stato rinvenuto in grandezza naturale, è tuttavia riconosciuto che si tratti di strumenti edilizi atti a sollevare pesi mediante oscillazione e interposizione, alla base ed alternatamente, di spessori che facevano conseguentemente salire il materiale (Maria Cristina Guidotti, pp. 44-45.
7. ↑  Il corpo rinvenuto in DB320 è contenuto in un sarcofago intestato a Thutmose I, ma è controverso se non possa trattarsi, invece, del corpo di Pinedjem I, faraone della XXI dinastia.

### Fonti
1. ↑  Hatshepsut assunse la titolatura regale completa comprendente cinque nomi, ma fece riferimento a se stessa sempre con terminologia maschile proclamandosi re e non regina.
2. ↑  Joice Tyldesley.
3. ↑  Theban Mapping Project.
4. 1 2  Reeves e Wilkinson (2000), p. 91.
5. 1 2  Theban Mapping Project.
6. ↑  Reeves e Wilkinson (2000), p. 92.
7. ↑  Reeves e Wilkinson (2000), p. 93.
8. ↑  Catalogati dal n. 2274 a 2337 e dal 5316 al 5318
9. ↑  Maria Cristina Guidotti, pp. 41-58.
10. ↑  Reeves e Wilkinson (2000), p. 94.
11. ↑  Reeves e Wilkinson (2000), p. 96.